# Stanisław
Stanisławⓘ – męskie imię pochodzenia słowiańskiego, złożone z członów stani- („stać, stać się, stanąć”) oraz -sław („sława”). Oznacza tego, który „stanie się sławnym”. Do końca XV wieku imię to zanotowano u około 1500 osób, a więc należało ono do najpopularniejszych w Polsce obok Więcesława i Sędziwuja.
Stanisław imieniny obchodzi:
- 5 maja, jako wspomnienie św. Stanisława Kazimierczyka
- 8 maja, jako wspomnienie św. Stanisława ze Szczepanowa (w innych krajach 11 kwietnia, w rocznicę śmierci)
- 18 września, jako wspomnienie obowiązkowe św. Stanisława Kostki w Kościele katolickim w Polsce (od 1969 po reformie liturgicznej Pawła VI)
- 13 listopada, jako wspomnienie Stanisława Kostki w Kościele katolickim, kiedy to Klemens X 13 listopada 1670 roku zezwolił zakonowi jezuitów na odprawianie Mszy świętej i brewiarza o Stanisławie

Żeński odpowiednik: Stanisława. Popularne zdrobnienia: Staś, Stasio, Stasiek, Staszek, Stach.
Podobne imiona staropolskie: Stanibor, Stanimir.

## Odpowiedniki w innych językach
- łacina – Stanislaus
- język angielski – Stanislaus, Stanley
- język białoruski – Станіслаў
- język czeski – Stanislav
- język słowacki – Stanislav
- język grecki – Στανισλάους
- język niemiecki – Stanislaus
- język francuski – Stanislas
- język hiszpański – Estanislao
- język portugalski – Estanislau
- język kataloński – Estanislau
- język włoski – Stanislao
- język węgierski – Szaniszló
- język litewski – Stanislovas, Stasys
- język łotewski – Stanislavs
- język ukraiński – Станіслав
- język rosyjski – Станислав
- język chiński – 斯坦尼斯劳斯
- język japoński – スタニスラウス (Sutanisurausu)

## Znane osoby noszące imię Stanisław

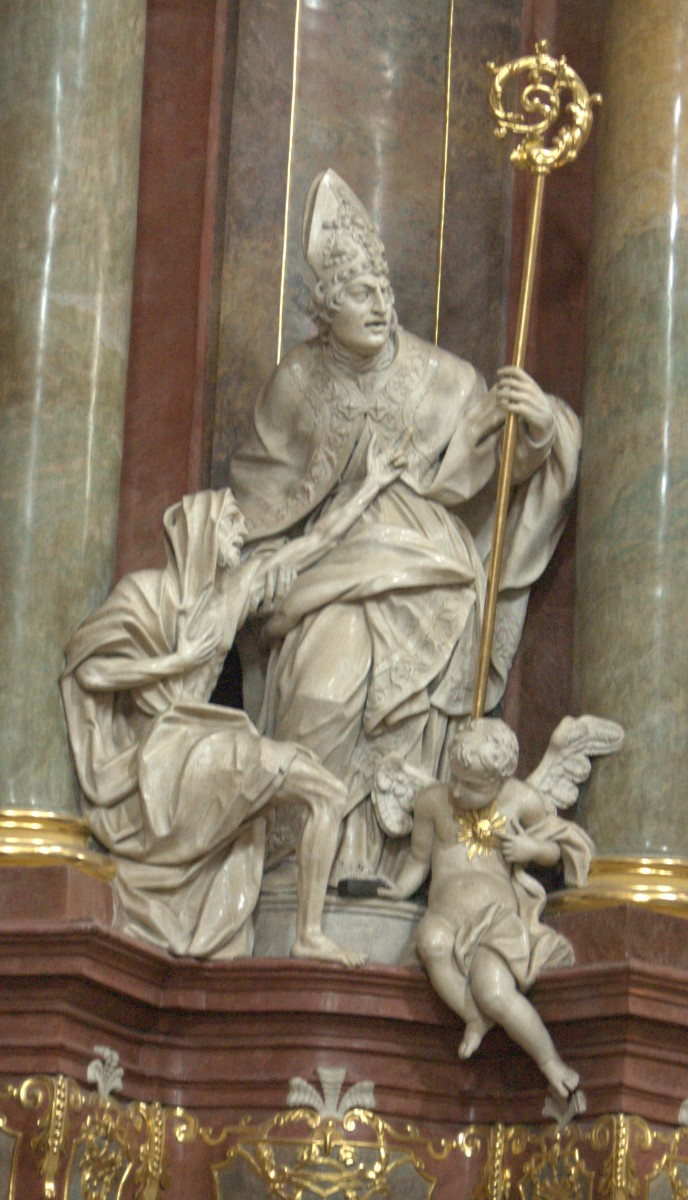
Święty Stanisław, patron Polski

- Stanisław August Poniatowski – król Polski
- Stanisław Baczyński (1890–1939) – pisarz
- Stanisław Barańczak (1946–2014) – poeta
- Stanisław Bareja – reżyser, scenarzysta, aktor
- Stanislaus van Belkum (ur. 1961) – holenderski piłkarz wodny
- Stanisław Berezowski – polski profesor, geograf, inicjator restytucji i redaktor naczelny miesięcznika „Poznaj Świat”
- Stanisław Bogusławski – komediopisarz
- Stanisław Brzóska – ksiądz, generał i przywódca powstania styczniowego
- Stanisław Budzik – polski duchowny katolicki, biskup
- gen. Stanisław Burhardt-Bukacki – działacz niepodległościowy
- gen. bryg. Stanisław Czepielik – polski dowódca wojskowy
- płk Stanisław Dąbek – oficer Wojska Polskiego
- Stanisław Domański (1844–1916) – neurolog
- Stanisław Domański (1888–1970) – ginekolog
- Stanisław Domański (1916–1993) – fitopatolog, mykolog
- Stanisław Downarowicz (1874–1941) – polski działacz polityczny, inżynier, wolnomularz
- prof. dr hab. Stanisław Karol Dubisz (ur. 1949) – polski językoznawca, profesor nauk humanistycznych
- Stanisław Dubois (1901–1942) – polski działacz socjalistyczny, publicysta.
- Stanisław Dunajewski – porucznik piechoty Wojska Polskiego, kawaler Orderu Virtuti Militari.
- bp Stanisław Dziuba – biskup diecezji Umzimkulu RPA
- kard. Stanisław Dziwisz – metropolita krakowski
- ks. Stanisław Dziwulski – polski duchowny, prałat, kapelan Jego Świątobliwości
- Stanisław Gądecki – arcybiskup poznański
- Stanisław Gębicki – pomocniczy biskup włocławski
- Stasys Girėnas – litewski lotnik, bohater narodowy Litwy
- Stanislao Gastaldon – włoski kompozytor
- Stanisław Górka – wojewoda poznański
- Stanisław Grabski – polityk i ekonomista
- Stanisław Grochowiak – poeta, dramatopisarz, publicysta
- Stanislav Gross – czeski polityk
- Stanisław Grzesiuk – pisarz i pieśniarz
- Stanisław Grzmot-Skotnicki – generał
- Stanisław Gucwa – polityk, działacz ruchu ludowego
- Stanisław Haller – generał
- Stanisław Hozjusz – polski humanista, poeta, sekretarz królewski Zygmunta I Starego, dyplomata, kardynał, teolog-polemista, jeden z czołowych przywódców polskiej i europejskiej kontrreformacji
- Stanisław Ignacy Witkiewicz ps. "Witkacy" – pisarz, malarz, filozof
- Stanisław Jagmin – rzeźbiarz i ceramik
- Stanisław Jagodyński – poeta
- Stanisław Janke – pisarz tworzący w języku kaszubskim
- Stanisław Jasiukiewicz
- Stanisław Józefczak
- Stanisław Kalemba
- Stanisław Kania – działacz komunistyczny
- Estanislao Esteban Karlic – argentyński kardynał
- Stanisław Karnkowski
- Stanisław Karpiel – polski architekt i narciarz
- Stanisław Kasperkowiak
- Stanisław Kasznica – prawnik
- Stanisław Kiecal – amerykański bokser polskiego pochodzenia
- Stanisław Kierbedź – inżynier, budowniczy mostów
- Stanisław Kiszka – hetman wielki litewski
- Stanisław Kłobukowski
- Stanisław Kociołek
- Stanisław Kołodziej – Sługa Boży Kościoła katolickiego, męczennik
- Stanisław Koniecpolski
- Stanisław Kosior
- św. Stanisław Kostka – polski święty katolicki, jezuita, patron młodzieży.
- Stanisław Kostka Potocki
- Stanisław Kot
- Stanisław Królak
- Stanisław Krzesimowski
- Stanisław Kudelski
- Stanisław Kulczyński
- Stanisław Lem

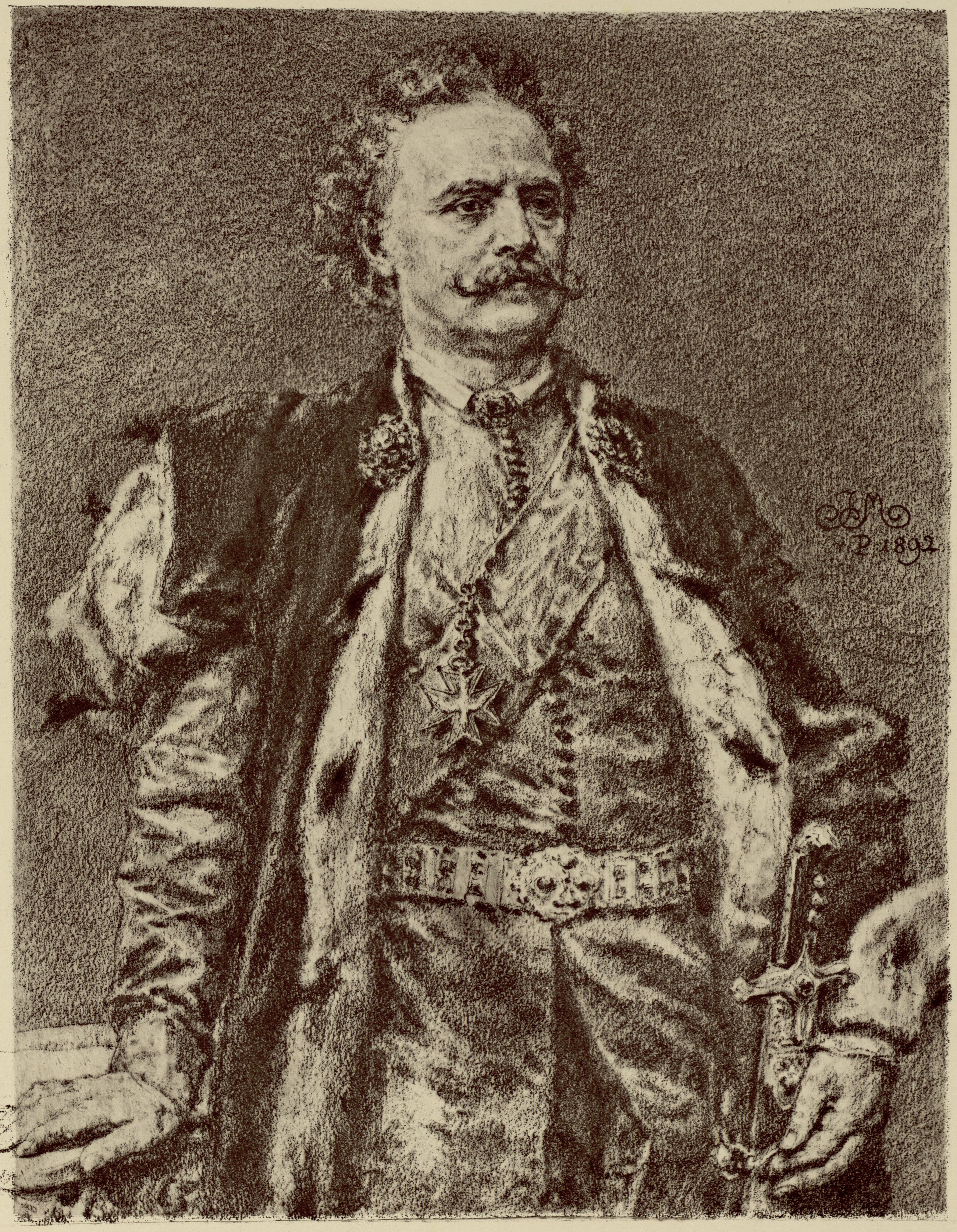
król Stanisław Leszczyński

- Stanisław Leszczyński – król Polski
- Stanislav Libenský – czeski artysta
- Stanisław Lorenc
- Stanisław Łyżwiński
- Stanisław Mackiewicz
- Stanisław Maczek
- Stanisław Małachowski
- Stanisław Mańkowski (1876–1937) – senator
- Stanisław Markowski
- Stanisław Marusarz
- Stanisław Mazur
- Estanislao Medina Huesca – pisarz z Gwinei Równikowej
- Stanisław Michalkiewicz – prawnik, publicysta i polityk
- Stanisław Michałowski (1915–1980) – malarz
- Stanisław Michałowski (1903–1984) – polityk
- Stanisław Mikulski
- Stanisław Młodożeniec
- Stanisław Moniuszko – kompozytor
- Stanisław Musiał
- Stanisław Narutowicz – polityk, działacz niepodległościowy Litwy, brat prezydenta Gabriela Narutowicza
- Stanisław Nieckarz
- Stanisław Okęcki
- Stanisław Olejniczak
- Stanisław Ossowski
- Stanisław Ostrowski
- Stanisław Ożóg – lekkoatleta
- Stanisław Ożóg – polityk
- św. Stanisław Papczyński (1631–1701) – założyciel Zgromadzenia Księży Marianów
- Stanisław Pardyak
- Stanisław Pawłowski
- Stanisław Papież – poseł na Sejm IV i V kadencji (LPR)
- Stanisław Pięta
- Stanisław Pilat
- Stanisław Piłat – polski bokser, olimpijczyk
- Stanisław Piotrowicz
- Stanisław Poniatowski (kasztelan krakowski)
- Stanislaus von Prowazek – austriacki zoolog
- Stanisław Przybyszewski
- Stanisław Przystański – polski fizyk, encyklopedysta i organizator instytucji naukowych i oświatowych
- Stanisław Pyjas – opozycjonista okresu PRL
- Stasys Raštikis – litewski generał, działacz emigracji litewskiej w USA
- Stanisław Ryniak – inzynier, pierwszy Polak uwięziony w nazistowskim niemieckim obozie koncentracyjnym Auschwitz-Birkenau
- Stanisław Rzewuski – badacz literatury i filolog, historyk filozofii i filozof, historyk i wojskowy
- Stanisław Saks – matematyk
- Stanisław Schayer – językoznawca, indolog, filozof, profesor Uniwersytetu Warszawskiego, założyciel i pierwszy dyrektor Instytutu Orientalistycznego UW
- Estanislau da Silva – premier Timoru Wschodniego
- Stanisław Skalski – lotnik, generał
- Stanisław Skarżyński – lotnik
- Stanisław Skowron – polski żużlowiec
- Stanisław Skrzeszewski – polityk, działacz komunistyczny
- Stanisław Sojka – polski kompozytor, muzyk, autor tekstów
- Stanisław Sojczyński – organizator Konspiracyjnego Wojska Polskiego i działacz antykomunistyczny
- gen. bryg. Stanisław Franciszek Sosabowski
- Stanisław Diabeł Stadnicki – starosta zygwulski
- Stanisław Staszewski – poeta i bard

- Stanisław Staszic

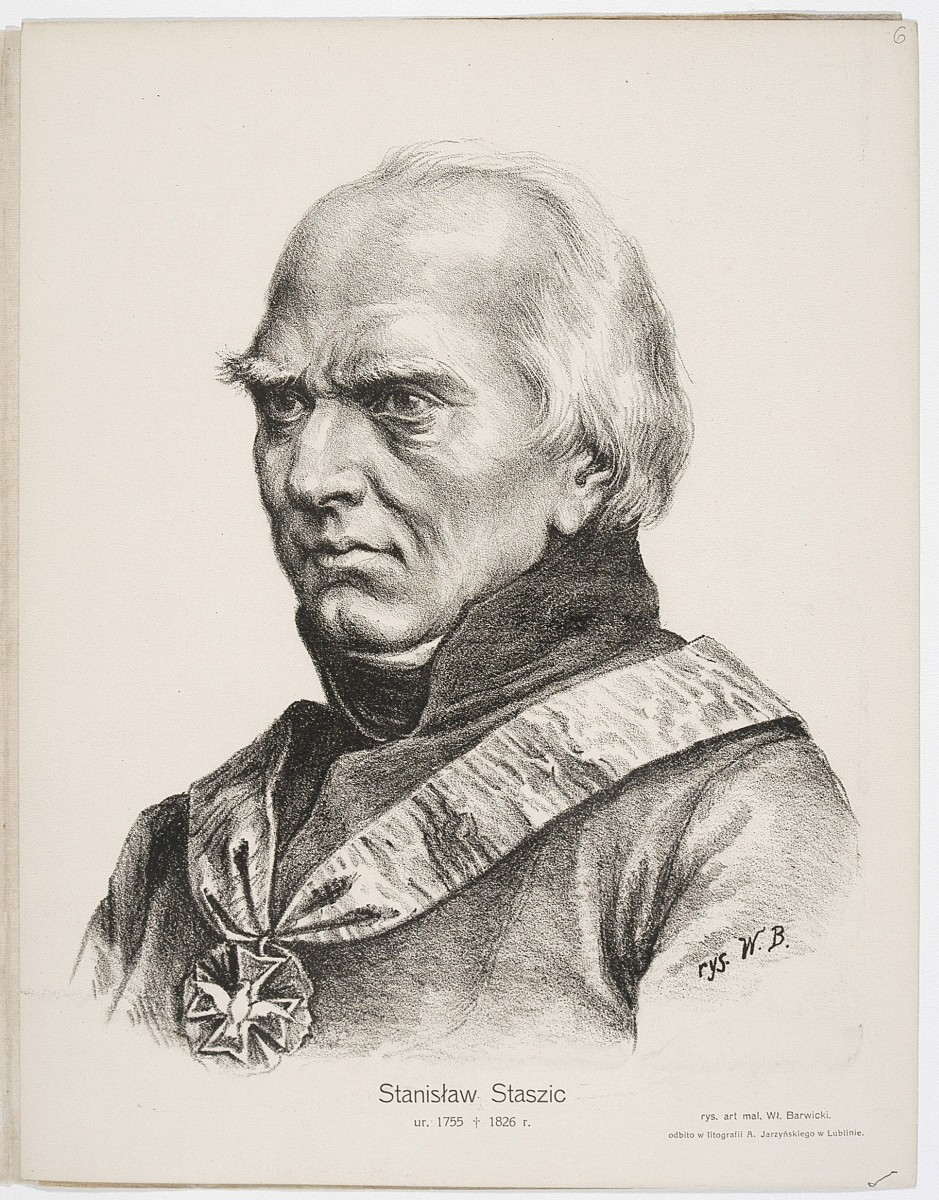
Stanisław Staszic

- Stanisław Swianiewicz – ekonomista
- Stanisław Szenic – pisarz, varsavianista
- Stanisław Szukalski – rzeźbiarz i malarz, założyciel grupy Szczep Rogate Serce
- Stanisław Szwalbe
- Stanisław Szwed
- Stanisław Szydłowiecki
- Stanisław Ślimak
- Stanisław Świerk
- Stanisław Tabisz
- Stanisław Tabisz – grafik, rektor ASP w Krakowie
- Stanisław Tarnawski – chorąży sanocki
- Stanisław Tessaro
- Stanislaw Tillich – polityk niemiecki narodowości serbołużyckiej
- Stanisław Tym – aktor, satyryk
- Stanisław Tymiński – przedsiębiorca polonijny, polityk
- Stanisław Ulam
- Stanisław Wachowiak – polski ekonomista i polityk, działacz gospodarczy
- Stanisław Wawrzecki
- Stanisław Wąsacz
- Stanisław Wielgus
- Stanisław Witkiewicz – pisarz, malarz, teoretyk sztuki, twórca stylu zakopiańskiego, ojciec Stanisława Ignacego Witkiewicza "Witkacego"
- Stanisław Wojciechowski – prezydent Polski, naukowiec
- Stanisław Wojtera
- Stanisław Wroński
- Stanisław Wyspiański – poeta, dramatopisarz, malarz, architekt, przedstawiciel Młodej Polski
- Stanisław ze Skarbimierza
- św. Stanisław ze Szczepanowa – biskup krakowski, męczennik, główny patron Polski
- Stanisław Tyszka
- Stanislas Wawrinka – tenisista szwajcarski
- Stanisław Zadora
- Stanisław Zając
- Stanisław Zybowski
- Stanisław Żelichowski – polski polityk, b. minister ochrony środowiska
- Stanisław Żółkiewski
- Stanisław Żółtek – polski polityk i przedsiębiorca
- Stanisław Żukowski
- Stan Borys – polski muzyk

## Postacie literackie o imieniu Stanisław
- Stanisław – bohater opowiadania J. Iwaszkiewicza Brzezina
- Stanisław – bohater powieści Rojsty T. Konwickiego
- Stanisław Sieciecha – bohater powieści J. U. Niemcewicza Dwaj panowie Sieciechowie
- Stanisław Tarkowski – bohater powieści H. Sienkiewicza W pustyni i w puszczy
- Stanisław Wokulski – bohater powieści B. Prusa Lalka
- Stasiek – bohater powieści A. Struga Dzieje jednego pocisku
- Staś – bohater noweli B. Prusa Przygoda Stasia
- Staszek – bohater serii Oko Jelenia, Andrzeja Pilipiuka